# Pimpla cyanator
Pimpla cyanator là một loài tò vò trong họ Ichneumonidae.